# Космос-2343
Космос-2343 је један од преко 2400 совјетских вјештачких сателита лансираних у оквиру програма Космос.
Космос-2343 је лансиран са космодрома Тјуратам, Бајконур, Казахстан, 15. маја 1997. Ракета-носач Сојуз је поставила сателит у орбиту око планете Земље. 